# フランケンシュタイン (2025年の映画)
『フランケンシュタイン』（原題：Frankenstein）は、2025年公開予定のアメリカ合衆国のホラー映画。
メアリー・シェリー原作のゴシック小説『フランケンシュタイン』をギレルモ・デル・トロ監督・脚本で映画化。2025年11月にNetflixで独占配信される予定。

## キャスト
※括弧内は日本語吹替。
- ヴィクター・フランケンシュタイン：オスカー・アイザック[4]（加瀬康之）
- 怪物：ジェイコブ・エロルディ[5]
- エリザベス：ミア・ゴス
- プレトリアス博士：クリストフ・ヴァルツ
- フェリックス・カメラー
- ラース・ミケルセン
- デイビッド・ブラッドリー
- チャールズ・ダンス
- ラルフ・アイネソン
- 若き日のヴィクター・フランケンシュタイン：クリスチャン・コンヴェリー